# Piero Sacerdoti
Piero Sacerdoti (Milano, 6 dicembre 1905 – Sankt Moritz, 30 dicembre 1966) è stato un dirigente d'azienda italiano, direttore generale della Compagnia di assicurazione Riunione Adriatica di Sicurtà (RAS) a Milano dal 1949 alla sua scomparsa.

## Biografia
Nato a Milano da Nino Sacerdoti e Margherita Donati (figlia di Lazzaro Donati), originari di Modena, dopo la maturità classica al Liceo Parini di Milano in cui fu compagno e amico di Dino Buzzati e allievo prediletto del latinista Luigi Castiglioni, si laureò con lode alla Facoltà di Giurisprudenza di Milano con una tesi in diritto amministrativo «L'associazione sindacale nel diritto italiano», pubblicata dalle Edizioni Lavoro»nel 1928 e l'anno successivo pure con lode alla Facoltà di Scienze economiche e sociali di Pavia con la tesi "L'associazione sindacale nel diritto pubblico germanico", poi pubblicata.
Nel 1929 superò gli esami di Procuratore Legale e nel 1931 conseguì la libera docenza in Diritto del Lavoro (allora Diritto Corporativo).
Dopo uno stage a Berlino alla Privat und Commerz Bank (ora Commerzbank) nel 1928 (aveva appreso da giovane il tedesco) entrò a far parte dell'Assicuratrice Italiana del gruppo RAS, chiamato dall'allora condirettore Carlo Ottolenghi che aveva letto due suoi articoli da Berlino sul giornale economico Il Sole (ora Il Sole 24 ore ) , col quale sempre poi collaborò, sulla situazione finanziaria tedesca e una intervista al Ministro delle Finanze tedesco. Nel 1933 la società lo nominava vice direttore e gli affidava lo sviluppo del lavoro estero che comprendeva Spagna, Svizzera, Francia e Belgio.
Nell'estate del 1933 andò per la prima volta negli Stati Uniti viaggiando sul transatlantico Rex per visitare l'esposizione internazionale di Chicago. L'America, all'inizio del New Deal di Roosevelt, gli farà un'impressione indelebile.
Nel 1936 l'amministratore delegato della RAS Arnoldo Frigessi di Rattalma lo nominò direttore a Parigi delle Compagnie Protectrice –Accidents e Protectrice-Vie, controllate dalla RAS,   che sviluppo' con successo.
Il 13 Giugno 1940, il giorno prima dell'arrivo dei tedeschi in città, lasciò Parigi con la sua auto per il Sud della Francia, per raggiungere la fidanzata Ilse Klein (1913-2001) conosciuta a Parigi dove lavorava come segretaria di direzione plurilingue alla Metro -Goldwin-Mayer; era nata a Colonia (Germania) figlia dell'avv. Siegmund Klein (perito poi ad Auschwitz insieme all'altro figlio Walter ove furono deportati in quanto ebrei) ed era stata inviata qualche mese prima dalle autorità francesi al campo di confino di Gurs sui Pirenei perché cittadina tedesca (insieme ad Hanna Arendt ed a altri esuli tedeschi emigrati in Francia dopo l'avvento al potere dei nazisti in Germania).
Si sposarono il 14 Agosto a Marsiglia dove era stata spostata la direzione della Protectrice. Dall'unione nacquero quattro figli, Giorgio (1943), Andrea ed Emilio (1946), Michele (1950), testimone di nozze fu il cugino Angelo Donati.
Rientrato in Italia dopo l'8 settembre 1943 e perseguitato come ebreo dai nazifascisti, riuscì fortunosamente a rifugiarsi con la moglie Ilse, il figlio Giorgio e i genitori in Svizzera passando il confine presso Viggiù (Va) nel Novembre 1943.
Spostatosi nel 1944 a Ginevra, vi tenne lezioni di diritto amministrativo italiano nei corsi organizzati dall'Università di Ginevra per gli studenti italiani rifugiati in Svizzera dopo l'armistizio del 1943. Altri docenti di questi corsi furono importanti studiosi quali Luigi Einaudi (politica economica e finanziaria), Gustavo del Vecchio (istituzioni di economia politica), Francesco Carnelutti (teoria generale del diritto), Amintore Fanfani (storia economica), Donato Donati (diritto costituzionale italiano).
Collaborò a Ginevra con Luigi Einaudi ed Ernesto Rossi al volume Uomo e cittadino (Berna 1945) per l’educazione civica dei giovani della nuova Italia libera. Ernesto Rossi gli dedicò una delle prime copie ciclostilate del Manifesto di Ventotene. Aderì poco dopo la sua costituzione al Movimento Federalista Europeo fondato a Milano nell'Agosto del 1943 da Spinelli, Rossi, Colorni ed altri esponenti democratici e fu poi sempre grande sostenitore dell'unità europea.
All'inizio del 1945 rientrò in Francia e la sua attività alla Protectrice, che sviluppò portandola per livello di attività appena sotto le società di assicurazione francesi. Nel 1947 la sua attività fu premiata con la nomina a Direttore Generale.
Nel 1949 fu richiamato in Italia e nominato Direttore Generale della RAS a Milano; mantenne l'incarico fino alla sua scomparsa improvvisa a fine 1966 per infarto cardiaco, lavorando con i Presidenti Enrico Marchesano prima e Massimo Spada dal 1965.

## Attività professionale
Promosse l'installazione dei calcolatori elettronici IBM per la gestione della compagnia ed il suo spostamento dalla sede di via Manzoni 38 ad una nuova sede, progettata dall'architetto Gio Ponti ,con la collaborazione di Antonio Fornaroli, Alberto Rosselli e Piero Portaluppi, in corso Italia 23, inaugurata dall'allora arcivescovo Montini (poi Papa Paolo VI) il 19 maggio 1962.
Al progetto partecipò come protagonista con precise direttive perché esso rispondesse a rigorosi criteri di funzionalità scaturiti dalla sua esperienza e dalle sue visite ai più moderni palazzi sedi delle Imprese assicuratrici sorti in Europa in quegli anni.

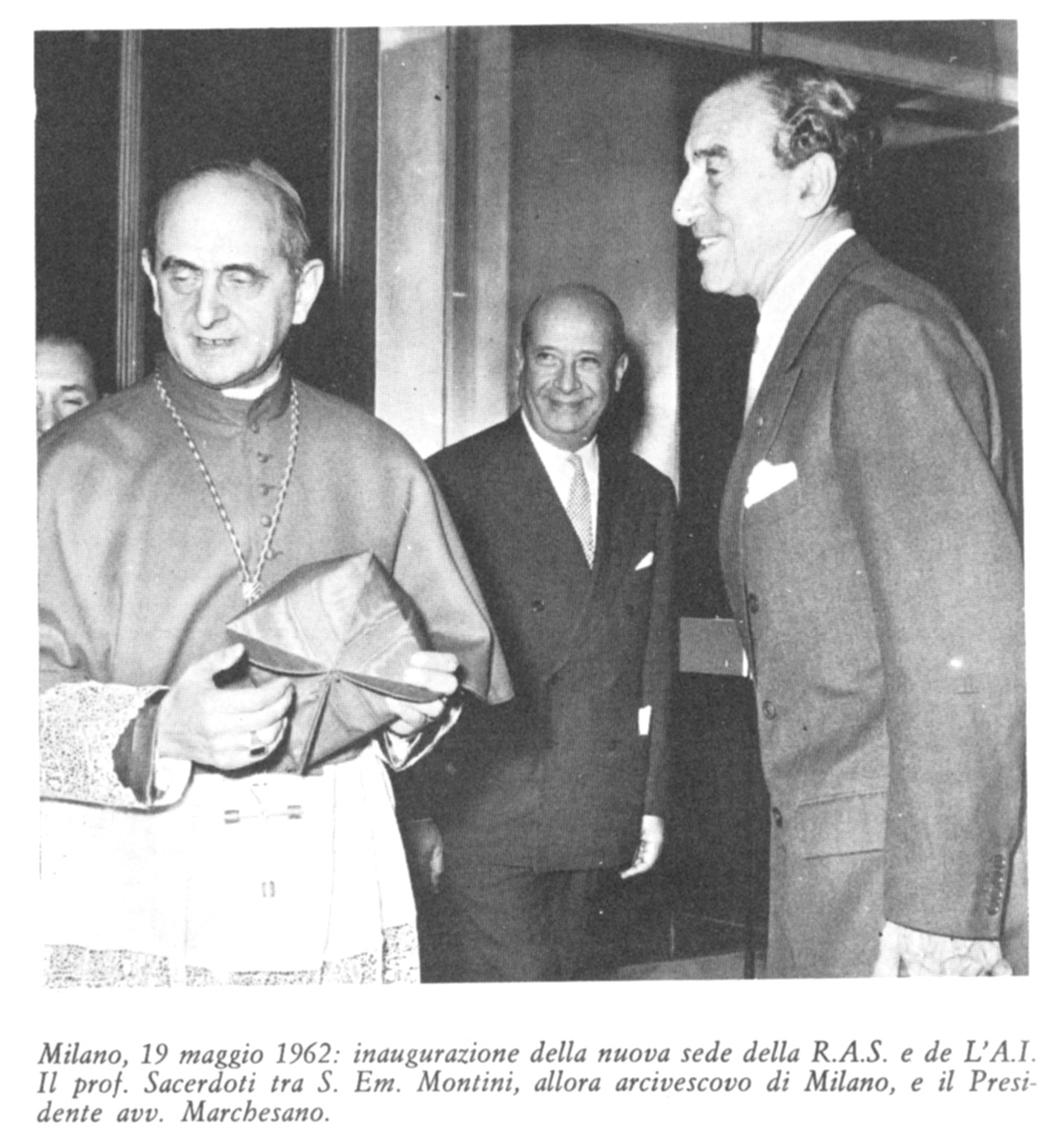

In Italia la nuova sede RAS fu il primo nuovo edificio creato nel secondo dopoguerra come sede direzionale di Banca e Compagnia di Assicurazione e a Milano rimane tra i migliori esempi di opera di architettura destinata ad ufficio, insieme agli altri palazzi di Gio Ponti per le sedi Montecatini, Edison, Rai ed al grattacielo Pirelli. Il palazzo è stato compreso nel censimento delle architetture italiane dal 1945 a oggi a cura del Ministero della Cultura.
Tra le innovazioni da lui introdotte nei prodotti della RAS, citiamo le polizze globali, che consentono la copertura di più rischi con un unico conteggio del premio, la stima preliminare del rischio dell'assicurazione incendio, l'aggiornamento automatico dei rischi nelle garanzie per i rischi civili, il raddoppio del capitale vita in caso di infortunio, la garanzia di pagamento in caso di morte dei debiti assunti, la concessione d'una partecipazione agli assicurati degli utili di bilancio del ramo vita, il raddoppio del deposito a risparmio presso la Cariplo in caso di premorienza, l'assicurazione vita di gruppo per i dipendenti di una stessa azienda, l'aumento periodico triennale dei capitali assicurati sulla vita a tariffa scontata, l'assicurazione contro il rischio di montaggio delle macchine, l'assicurazione grandine per gli agrumeti. Promosse la dotazione di una copertura assicurativa ai piani Cofina di acquisto rateale di azioni quotate in borsa con impegno pluriannuale, creati nel 1956, per garantire il buon fine della operazione di investimento per gli eredi in caso di morte dell'investitore durante il periodo di impegno.
Promosse nel 1962 la costituzione insieme alle ACLI dirette da Livio Labor della Compagnia di Assicurazione Lavoro & Sicurtà per sviluppare la diffusione delle coperture assicurative tra i lavoratori dipendenti.
Nel 1963 divenne responsabile anche dell'organizzazione estera del Gruppo RAS e battezzò l'azienda «La Compagnia dei Cinque Continenti», aprendo nuovi uffici e sedi nel mondo e visitando tutte le direzioni estere e le Compagnie collegate sino in Australia in poco meno di due anni.
Fu uno dei membri più influenti della Associazione nazionale fra le imprese assicuratrici  (ANIA) e della Commissione Consultiva delle Assicurazioni nel Ministero dell'Industria, Commercio e Artigianato. Fu assertore di una adeguata formazione professionale facendosi promotore del Centro Studi Assicurativi presso l'Ania, a lui intitolato dopo la sua scomparsa.
Fu tra gli iniziatori nel 1953 del Comitato Europeo delle Assicurazioni (CEA), destinato a rappresentare gli interessi d'insieme dell'industria europea. Fu fautore della liberalizzazione dei servizi e della solvibilità delle imprese.
Studiò fin dal 1957 il rischio di danni a terzi nello sfruttamento pacifico dell'energia nucleare e partecipò ai lavori dell'OECE (Organizzazione Europea per di Cooperazione Economica) per l'elaborazione di una convenzione internazionale, firmata nel 1960, rivolta ad evitare disparità giuridiche tra i vari paesi europei. Promosse la costituzione del " pool" assicurativo nucleare italiano, associato a simili "pools " esteri, per mettere a disposizione dell'industria nucleare italiana la garanzia massima per danni a terzi reperibile sul mercato mondiale. Nel 1959 mise in opera la prima polizza italiana di assicurazione di danni atomici, concernente il reattore subcritico sperimentale installato presso l'Università degli Studi di Cagliari.
Si occupò dell'istituzione di un fondo di garanzia per il risarcimento delle vittime di automobilisti sconosciuti o insolvibili, opponendosi tuttavia, almeno in un primo tempo, ad un'assicurazione obbligatoria di responsabilità civile automobili, temendo interferenze dello Stato sulla gestione privata delle Compagnie.
Per quanto riguarda il sistema pensionistico, auspicò la creazione di piani previdenziali volontari ad integrazione della previdenza obbligatoria.
Durante la sua gestione (1950/1966) i premi assicurativi della RAS aumentarono del 285 % e quelli del Gruppo del 480%.
Intensa fu la sua attività pubblicistica in campo assicurativo. Tra le sue pubblicazioni ricordiamo la relazione su «Le assicurazioni private nella regione lombarda (1954) », «Le assicurazioni delle cauzioni nel mercato assicurativo italiano» (1956), «Le assicurazioni dei rischi delle vendite a rate» (1956), «L'assicurazione dei rischi di credito nella vendita a rate di beni strumentali» (1958), «Le assicurazioni nel commercio con l'estero» (1957), lo studio pubblicato sul Sole dedicato ad «Un secolo di attività assicurativa nell'economia italiana (1865-1965) », gli articoli pubblicati sulla situazione dell'industria assicurativa all'inizio di ogni anno sul Sole di Milano e su varie riviste estere, il volume pubblicato dal Centro Studi Assicurativi sulla tecnica assicurativa, gli studi per la riforma della previdenza sociale in Italia e sulla Responsabilità Civile Auto.
Nel 1954 fu chiamato alla cattedra di Diritto del Lavoro dell'Università degli Studi di Milano dall'allora preside avv. Cesare Grassetti avvalendosi come assistente dell'avv. Umberto Toffoletto, incarico che lasciò nel 1964 per gli accresciuti impegni di lavoro internazionali.
La sua scomparsa per un improvviso infarto cardiaco fu accompagnata da unanime cordoglio del mondo assicurativo ed economico italiano ed estero e dei principali esponenti politici nazionali (Moro, Andreotti, Pella).
Dino Buzzati scrisse una lettera alla vedova con tra l'altro queste parole:"...Piero Sacerdoti, ragazzo intelligentissimo e prediletto da Luigi Castiglioni, restava pur sempre uno dei personaggi della mia vita, laggiù nel profondo, dove è nascosto il meglio, o il meno peggio di noi. Perciò un senso di mutilazione senza rimedio..."
Il periodico economico francese L'Argus lo definì "assicuratore di spirito europeo e rilevanza mondiale".
Il senatore Eugenio Artom, Presidente dell'Associazione nazionale fra le imprese assicuratrici (ANIA), lo ricordò così il 10 gennaio 1967:
«Era una personalità che lasciava il segno di sé – dovunque passava – per l'altezza dell'ingegno, per la ricchezza della cultura, per la sua attività prodigiosa, per la passione – soprattutto – che in tutto ciò che faceva, in tutto quello che creava egli portava così vivamente, così caldamente. Nel campo dell'industria, nel campo della formazione di nuovi organismi internazionali o sopranazionali, nella creazione di strumenti nuovi per preparare i giovani alla vita assicurativa, dovunque egli ha lasciato il segno della sua potenza, mentre il fatto di aver saputo, per dieci anni della sua esistenza, unire all'attività di uomo operante nel campo dell'economia – ed operante con così ampie responsabilità e così alto impegno – la meditata feconda attività di insegnante di diritto dalla cattedra universitaria, sta a rivelare a pieno la multiforme capacità di questa complessa, vigorosa, personalità. »
Fu insignito del titolo di Commendatore della Repubblica Italiana nel 1953, di Cavaliere della Legion d'onore francese nel 1954 (una onorificenza rara per personalità non francesi) e della medaglia d'oro del Comune di Milano ("Ambrogino d'oro") alla memoria nel 1968.

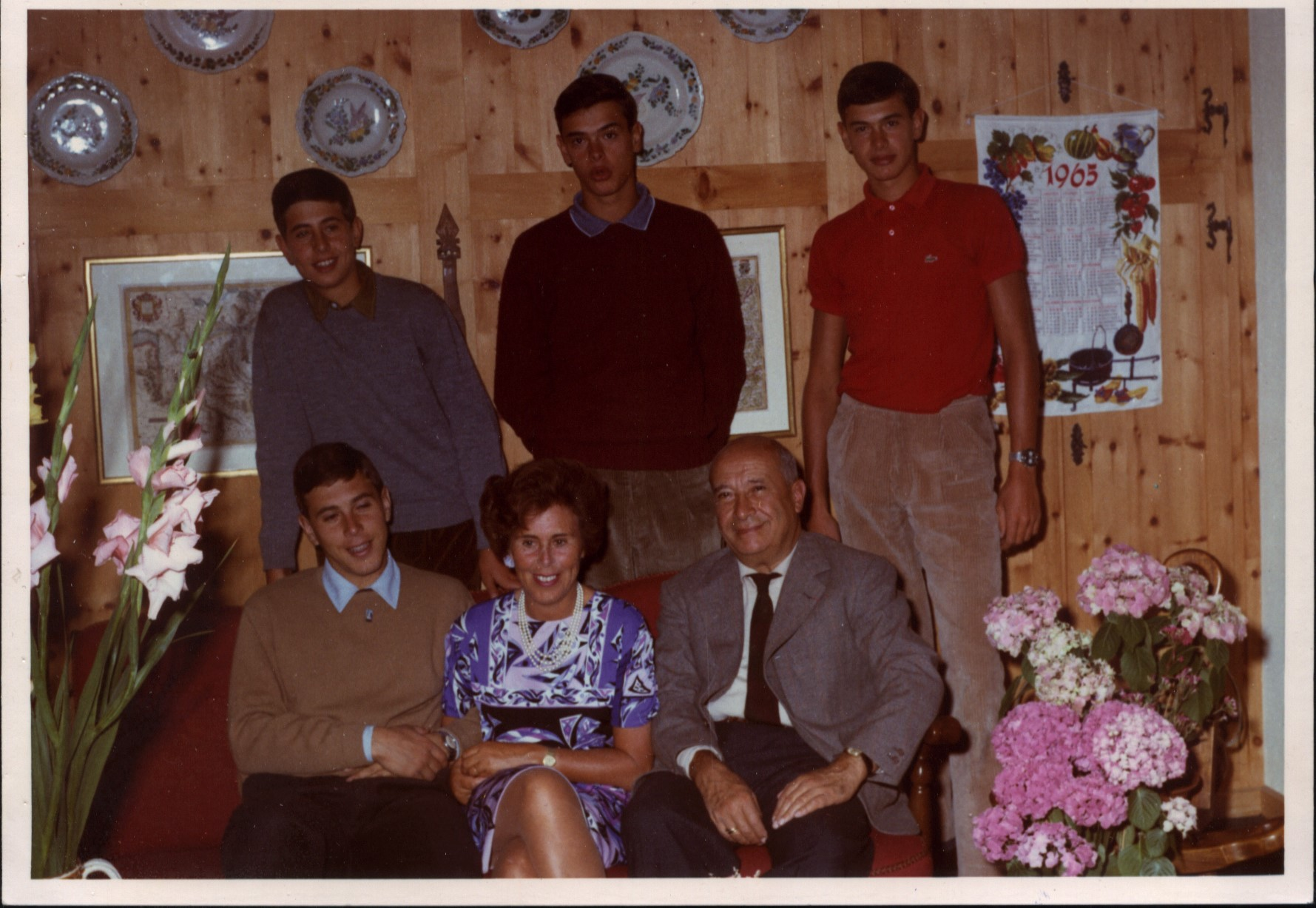
Piero Sacerdoti con la moglie e i figli il 14 agosto 1965 nel venticinquesimo anniversario di matrimonio

Le sue pubblicazioni e documenti sulla sua attività professionale sono stati donati dalla famiglia alla Fondazione Mansutti di Milano che li ha catalogati e li rende disponibili agli studiosi.
I figli di Piero Sacerdoti hanno chiesto al Comune di Milano nel 2021 di intitolare al padre il largo all'incrocio di via Santa Sofia con Corso Italia. Il 27 dicembre 2024 la Giunta Comunale ha deliberato l'intitolazione ,al termine dei lavori per la stazione Santa Sofia  della metropolitana M4 che insiste in quello spazio ,sentito il Municipio 1 di Milano. L'intitolazione è avvenuta l'11 Giugno 2025 alle 12 alla presenza dell'assessore alla cultura Tommaso Sacchi, del presidente del Municipio 1 Abdu e dei fratelli Sacerdoti, di Carlo Rossanigo di Allianz e Beppe Pedone di Deloitte, del consigliere del Museo dell'assicurazione ETS Tommaso Mansutti.
Il Largo si trova proprio davanti al grande Palazzo di uffici costruito all ' inizio degli anni 60 per la sede RAS, poi Allianz dopo la sua incorporazione della RAS negli anni '80, e ora affittato a Deloitte per il suo Campus dopo la recente completa riqualificazione a cura dello studio internazionale Skidmore Owings & Merrill (SOM).

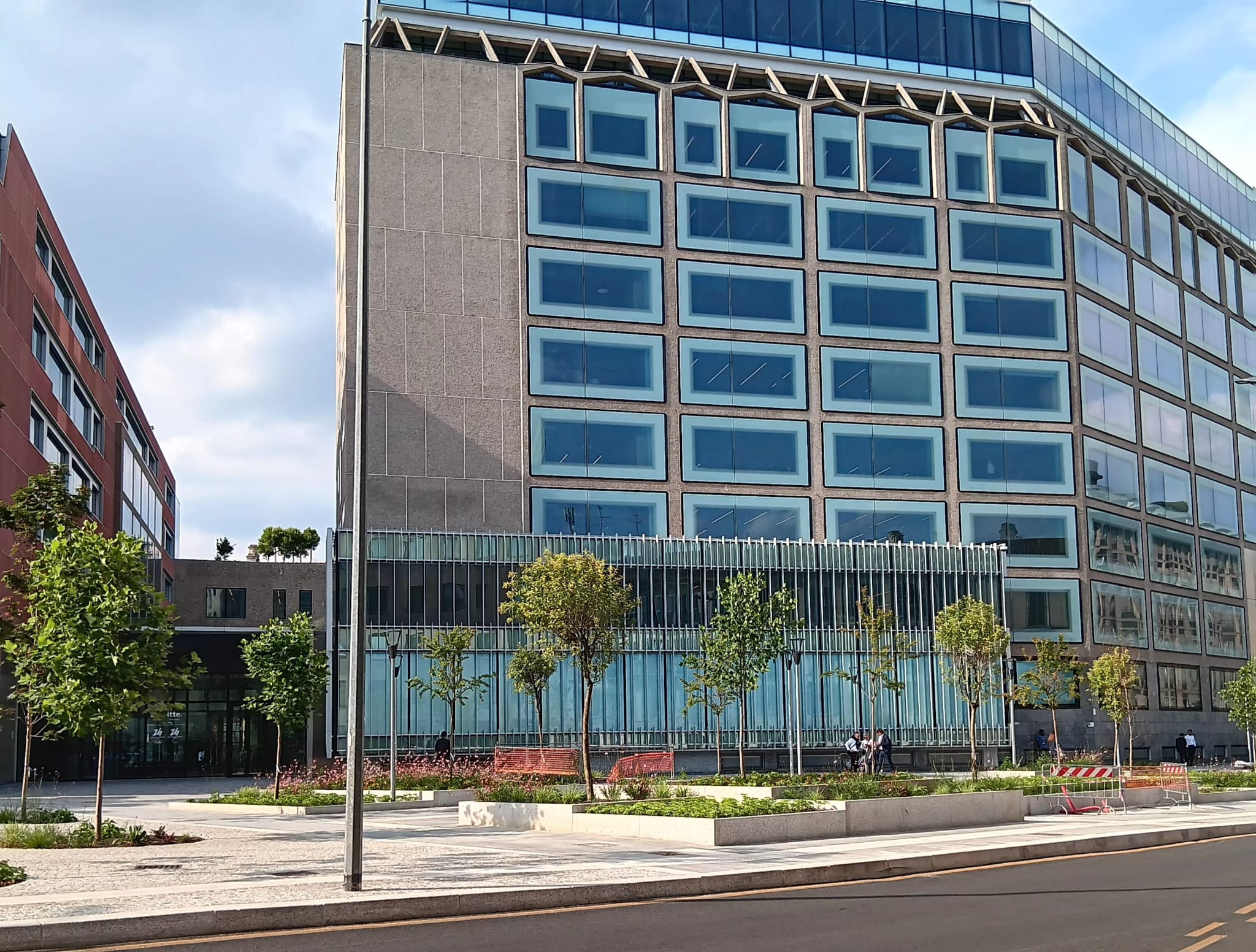
Largo Piero Sacerdoti davanti al Palazzo RAS, poi Allianz ora Campus Deloitte, dopo la recente completa riqualificazione

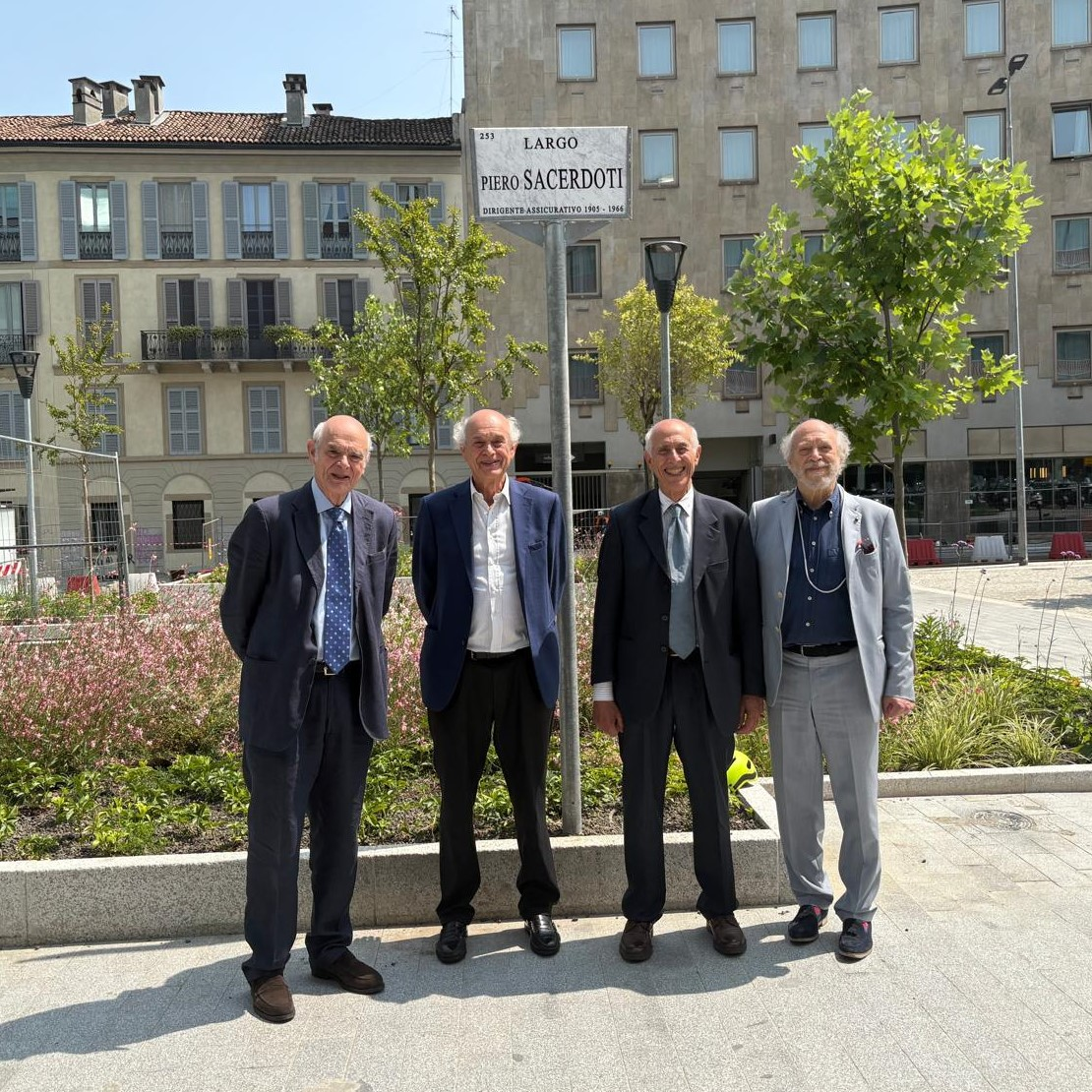
I fratelli Sacerdoti davanti al cartello del Largo Piero Sacerdoti l'11 maggio 2025